# Сан-Б'язе
Сан-Б'язе (італ. San Biase) — муніципалітет в Італії, у регіоні Молізе,  провінція Кампобассо.
Сан-Б'язе розташований на відстані близько 180 км на схід від Рима, 18 км на північ від Кампобассо.
Населення — 194 особи (2014).

## Демографія
Населення за роками:

Станом на 1 січня 2023 року в муніципалітеті офіційно проживали 2 іноземці з 2 країн, серед них 1 громадянин країн Євросоюзу.

## Сусідні муніципалітети
- Сальчито
- Сант'Анджело-Лімозано
- Тривенто